# Мечеть Вазір Хана
Мечеть Вазір Хана (урду مسجد وزیر خان) — мечеть, розташована в Лахорі, Пакистан. Будівництво тривало з 1634-1635 7 років, за правління імператора Великих Моголів Шах Джахана. Побудована за наказом губернатора Лахора, відомого як Вазір Хан (слово "вазір" означає "міністр" мовою урду).
Нині є кандидатом у список об'єктів Всесвітньої спадщини ЮНЕСКО.